# Bésignan
Bésignan (okzitanisch Besinhan) ist ein Ort und eine französische Gemeinde mit 79 Einwohnern (Stand 1. Januar 2022) im Département Drôme in der Region Auvergne-Rhône-Alpes (vor 2016 Rhône-Alpes). Sie gehört zum Arrondissement Nyons und zum Kanton Nyons et Baronnies. Die Einwohner werden Bésignanais genannt.

## Lage
Bésignan liegt etwa 55 Kilometer nordöstlich von Avignon. Die Ennuye begrenzt die Gemeinde im Norden. Umgeben wird Bésignan von den Nachbargemeinden Le Poët-Sigillat im Norden, Saint-Sauveur-Gouvernet im Norden und Osten, Vercoiran im Südosten und Süden, Buis-les-Baronnies im Südwesten sowie Sainte-Jalle im Westen und Nordwesten.

## Bevölkerungsentwicklung
| Jahr                       | 1962 | 1968 | 1975 | 1982 | 1990 | 1999 | 2006 | 2019 |
| -------------------------- | ---- | ---- | ---- | ---- | ---- | ---- | ---- | ---- |
| Einwohner                  | 50   | 49   | 44   | 47   | 55   | 69   | 66   | 86   |
| Quellen: Cassini und INSEE |      |      |      |      |      |      |      |      |

## Sehenswürdigkeiten

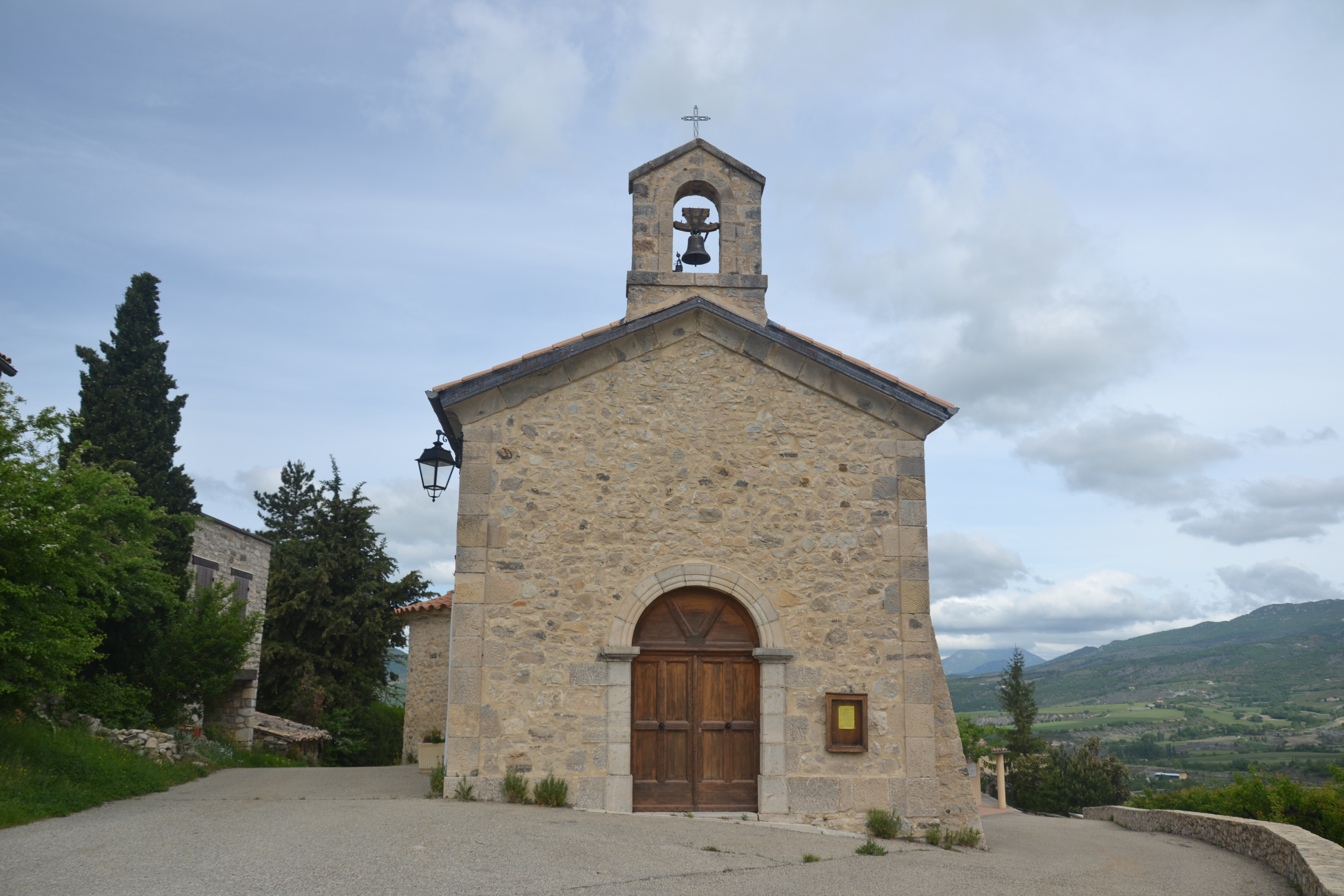
Kirche Saint-Thomas

- Kirche Saint-Thomas
- Burgruine La Colombières
- mittelalterlicher Ortskern